# لوكاس بوكورني
لوكاس بوكورني (بالتشيكية: Lukáš Pokorný)‏ هو لاعب كرة قدم تشيكي في مركز الدفاع، ولد في 5 يوليو 1993 في جمهورية التشيك. لعب مع نادي سلوفان ليبيريتس.

## وصلات خارجية
- لوكاس بوكورني على موقع قاعدة بيانات كرة القدم.إي يو (الإنجليزية)
- لوكاس بوكورني على موقع ناشيونال فوتبول تيمز (الإنجليزية)
- لوكاس بوكورني على موقع Soccerway.com (الإنجليزية)
- لوكاس بوكورني على موقع AS.com (الإسبانية)